# Synagoge (Žatec)
Koordinaten: 50° 19′ 47,9″ N, 13° 32′ 45,8″ O

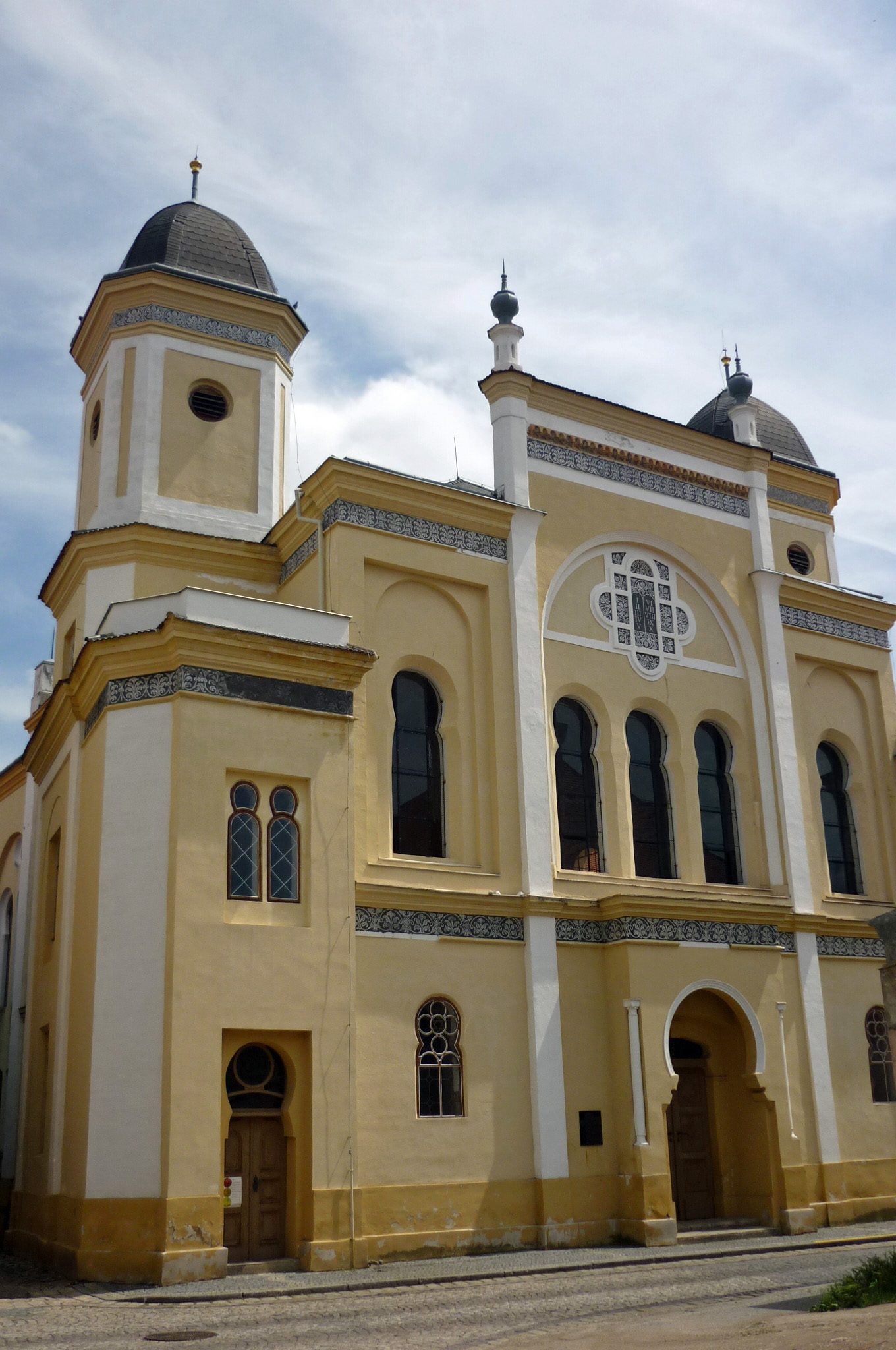
Synagoge in Žatec

Die Synagoge in Žatec (deutsch Saaz), einer Stadt im Landkreis Louny des Ústecký kraj im nördlichen Tschechien, wurde 1871/72 errichtet. Die profanierte Synagoge ist seit 1988 ein geschütztes Kulturdenkmal.

## Geschichte
Die Synagoge wurde nach Plänen des Architekten Johann Staniek erbaut. Die feierliche Einweihung erfolgte im Frühjahr 1872 durch den Rabbiner Dr. Abraham Frank.
Das Synagogengebäude wurde während des Novemberpogroms 1938 durch Brandsetzung teilzerstört und diente in den folgenden Jahren u. a. als Lazarett und nach Kriegsende als Lager für landwirtschaftliche Geräte.
Nach dem Zweiten Weltkrieg fanden bis 1954 wieder Gottesdienste im Gebäude neben der Synagoge statt.
Das Synagogengebäude ist heute von außen renoviert und dient als Museum über das jüdische Leben in der Region.